# Barraca de Cal Justino a Savall
La barraca de Cal Justino a Savall, o barraca B-06, és una barraca de vinya de Subirats (Alt Penedès) situada en un camp de vinya prop del camí entre Cal Justino i Savall.
És una construcció aixecada en pedra seca situada sobre una superfície plana i erma al costat d'un camp de vinya, de planta circular i forma troncocònica, de 3,80x4,00 m de diàmetre i una alçada total de 2,76 m. La construcció és de la tipologia de sostre de falsa volta, típic en aquestes edificacions (acostament de filades de pedra seca, sense cap mena de material d'unió, i amb una gran llosa per tapar el sostre). Tot i això, en aquest cas el sostre ha caigut. L'excessiva vegetació que envaeix la barraca, impedeix accedir a la porta d'entrada. El portal està orientat a l'oest, té una alçada de 106 cm, una amplada de 60 cm i un gruix de 70 cm.
El codi utilitzat en la denominació d'aquesta barraca (lletra + número) procedeix d'un estudi realitzat per Araceli Soler i Jaume Rovira, que intenta sistematitzar la informació sobre aquests elements arquitectònics al terme de Subirats.